# Martial industrial
A martial industrial az elektronikus zene, azon belül a post-industrial egyik ága, amely a kilencvenes évek elején alakult ki, a szlovén Laibach munkássága nyomán. A zene tulajdonképpen militáns ritmusú ipari (industrial) zene, komolyzenei, klasszikus indulókból átvett elemekkel és történelmi hangmintákkal, továbbá gyakran keveredik más post-industrial műfajokkal is (neofolk-martial folk, dark ambient-martial ambient).

## Legfontosabb előadók
- A Challenge of Honour
- Arditi
- Autopsia
- Boyd Rice
- Death in June
- Der Blutharsch
- Dernière Volonté
- H.E.R.R.
- Kreuzweg Ost
- Laibach
- Les Joyaux De La Princesse
- Puissance
- The Moon Lay Hidden Beneath a Cloud
- Triarii
- Von Thronstahl

## Hazai előadók
- Kriegsfall-U.
- Sturmast
- Kraschau
- Tarquinius Imperator

## Külső hivatkozások
Lemezkiadók:
- Athanor - Francia
- Divine Comedy Records - Francia
- Cold Spring - UK
- Cold Meat Industry - Svéd
- Cyclic Law - Kanada
- Eternal Soul Archiválva 2008. szeptember 19-i dátummal a Wayback Machine-ben - Német
- Equilibrium Music - Portugál
- Fluttering Dragon - Lengyel
- HauRuck! - Osztrák
- L.O.K.I. Foundation / Power & Steel -Német
- Neuropa Records - Belga
- Noctis Cultus Media - USA
- Sigil Music - Spanyol
- Skuld - Német
- SkullLine - Német
- Steelwork Maschine - Francia
- Strange Fortune - USA
- Tesco Organisation - Német
- Tesco USA - USA
- War Office Propaganda - Lengyel
- WKN - Osztrák